# Cratere Maury
Maury è un cratere lunare di 16,58 km situato nella parte nord-orientale della faccia visibile della Luna.